# Nowoduginskaja
Nowoduginskaja (ros. Новодугинская) – stacja kolejowa w miejscowości Nowodugino, w rejonie nowodugińskim, w obwodzie smoleńskim, w Rosji. Położona jest na linii Lichosławl – Rżew – Wiaźma.

## Historia
Stacja powstała w XIX w. na linii kolei rżewsko-wiaziemskiej, pomiędzy stacjami Syczewka i Kasnia.

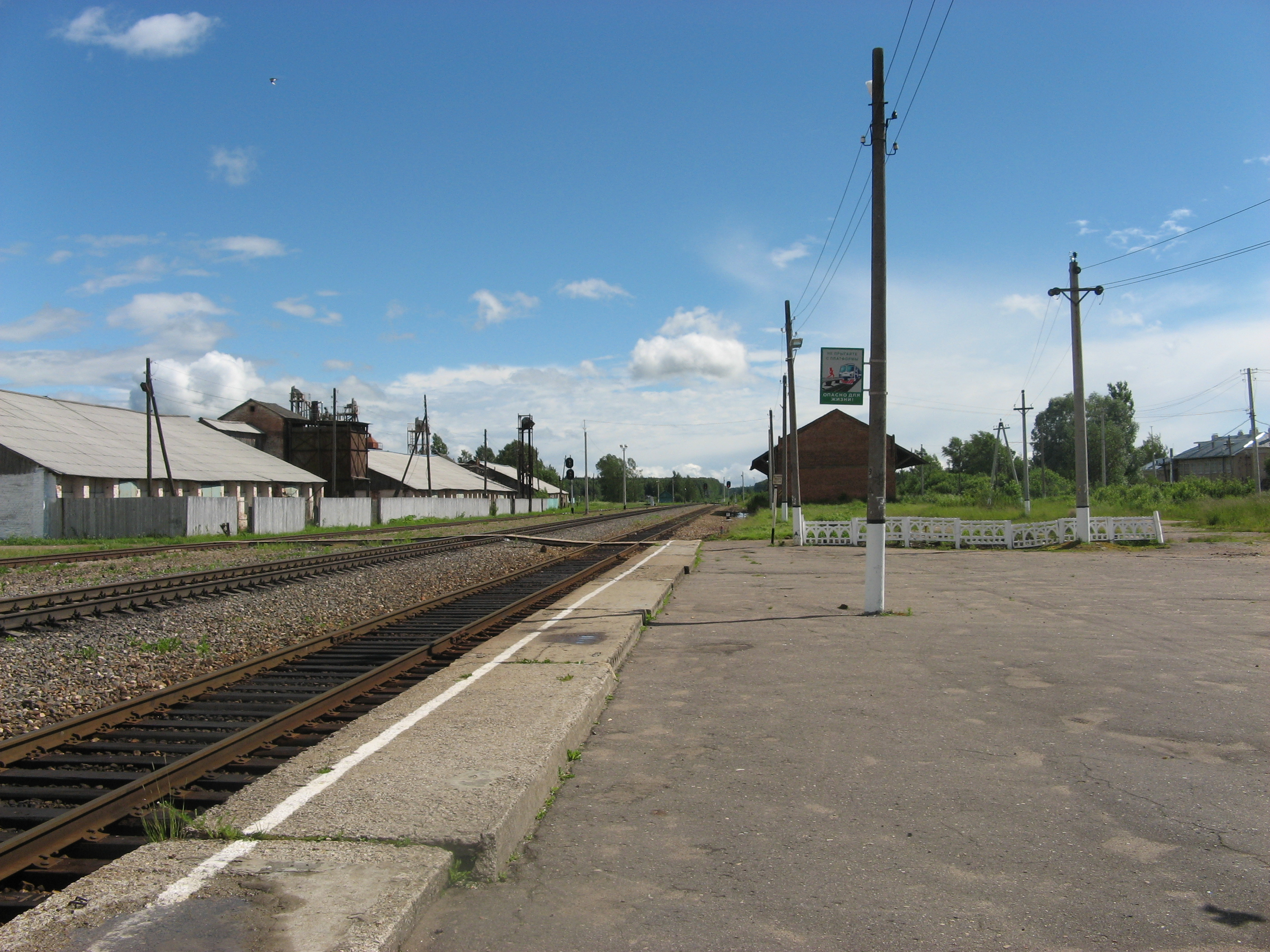
Widok w stronę Wiaźmy